# Kristianstads järnvägsmuseum
Kristianstads järnvägsmuseum är en del av Regionmuseet i Kristianstad.
Museet öppnades den 19 maj 1979 och har sedan dess varit sommaröppet mellan maj och september. Under september arrangerar museet tillsammans med Museiföreningen Östra Skånes Järnvägar Öppet hus, då man visar en massa olika teknikhistoriska tillämpningar, främst inom transportsektorn och då järnväg.
Järnvägsmuseet ligger på Kristianstad Södra stationsområde och använder bangården för uppställning av museifordon.
Museet har mestadels utställning i form av lok och vagnar uppställda såväl i museihallen som ute på bangårdsområdet på Kristianstad Södra. På Bangården finns en vändskiva och en kolkran tillsammans med en vattenhäst och askgrav. 
På bangården finns en 600 mm bana som används för transporter av kol till kolkranen invid vändskivan, men som även används för körning av ett litet persontåg bestående av en boggievagn och ett litet ånglok, ChoAB 1.
I södra delen av museiområdet finns även uppställt smalspårsmateriel med spårvidden 1067 mm, Sveriges enda bevarade i den spårvidden som kommer från Blekingebanorna.